# Савет безбедности Уједињених нација
Савет безбедности Организације уједињених нација (акр. СБ ОУН; енгл. United Nations Security Council, UNSC), краће Савет безбедности Уједињених нација (акр. СБ УН) најважније је тело Уједињених нација, задужено за одржавање мира и безбедности у свету.
Док остали органи Организације уједињених нација само дају препоруке чланицама ОУН, Савет безбедности има овлашћења да доноси одлуке које чланице морају да поштују, како стоји у Повељи Организације уједињених нација. Одлуке Савета се називају резолуцијама. Председавање Савету безбедности се ротира и траје један месец.

## Чланице
Представници чланица Савета безбедности морају увек да буду присутни у седишту ОУН у Њујорку како би се састанци могли одржавати било када. Овај захтев је усвојен у Повељи Организације уједињених нација, јер је њен претходник, Лига народа, често била у немогућности да одржава састанке у кризним ситуацијама.
Улога председавајућег СБ укључује постављање дневног реда, председавање састанцима и надгледање кризних жаришта. Председавајућа земља се мења према редоследу по енглеском алфабету.
Постоје две категорије чланства у Савету безбедности ОУН. То су сталне чланице и изабране чланице.

### Сталне чланице СБ
СБ ОУН има пет сталних чланица, које су биле главне победнице из Другог светског рата:
- Народна Република Кина (до 1971. Република Кина),[б]
- Република Француска,
- Руска Федерација (до 1990. Савез Совјетских Социјалистичких Република),[в]
- Уједињено Краљевство Велике Британије и Северне Ирске, и
- Сједињене Америчке Државе.[г]

Пет сталних чланица Савета безбедности покушале су да спрече повећавање броја држава којима је дозвољено поседовање нуклеарног наоружања према Споразуму о неширењу нуклеарног наоружања који је усвојила већина у Генералној
скупштини УН 10. септембра 1996. године, али против споразума је гласала једна нуклеарна сила Индија, а нису га потписале све државе које су имале нуклеарне реакторе и Споразум није постао правоснажан. У време потписивања усвајања споразума и Пакистан је имао нуклеарно оружје. после је и Северна Кореја направила нуклеарно оружје. Поред тога вероватно и Израел има атомске бомбе, иако никада није званично признао да поседује такве бомбе. Од 2004. године, четири од пет сталних чланица СБ су су четири највећа светска извозника оружја по вредности наоружања.

### Изабране чланице
Према Повељи Уједињених нација, Савет безбедности УН имао је 11 чланица до 1965. године, а од тада има 15 чланица. Поред 5 сталних чланица СБ УН од 1965. године има и 10 несталних чланица, а тих десет чланица бира Генерална скупштина на период од 2 године почевши од 1. јануара, са заменом пет чланица сваке године. Африка даје три члана; Јужна Америка, Азија, западна Европа и остали дају по два члана, а источна Европа једног члана. Једна од чланица је и из арапских земаља, из Азије или Африке.
Изабране чланице СБ УН су:
1. Белгија (западна Европа) — до 2020.
2. Доминиканска Република (Јужна Америка) — до 2020.
3. Нигерија (Африка) — до 2021.
4. Индонезија (Азија) — до 2020.
5. Тунис (Африка) — до 2021.
6. Сент Винсент и Гренадини (Јужна Америка) — до 2021.
7. Вијетнам (Азија) — до 2021.
8. Естонија (источна Европа) — до 2021.
9. Немачка (западна Европа) — до 2020.
10. Јужноафричка Република (Африка) — до 2020.[2]

## Право вета
За доношење одлука у петнаесточланом Савету безбедности о свим значајним питањима, нпр. одлука о спровођењу директних мера везаних за решавање сукоба, потребан је потврдан глас девет чланица. Све сталне чланице поседују право вета, које се може искористити да би се спречило изгласавање неке одлуке, резолуције. Негативан глас сталне чланице — вето — спречава усвајање предлога, иако има већину позитивних гласова. Уздржаност се не сматра за вето. Од оснивања Савета безбедности, Кина (Република Кина и НР Кина) је 6 пута користила вето; Француска — 18; Русија/СССР — 123; Уједињено Краљевство — 32; и САД — 82.

## Статус нечланица
Чланица ОУН, која није у СБ, може учествовати у одлукама Савета безбедности за које се Савет сложи да делимично могу утицати на интересе те земље. У последње време, СБ се слободније односио према овом праву, омогућујући многим земљама да узму учешће у њеном раду.

## Реформа чланства
Јављале су се дискусије о увећању броја сталних чланица. Земље које су најгласније у захтевима за стално чланство су Јапан, Немачка, Бразил и Индија. Јапан и Немачка су на другом и трећем месту по финансирању буџета ОУН-а, док Бразил и Индија дају највећи број припадника војних трупа за мировне мисије ОУН.
Бивши генерални секретар УН Кофи Анан затражио је од тима саветника да сачине препоруке о реформи Уједињених нација до краја 2004. Предложено је да се повећа број сталних чланица. Француска и Уједињено Краљевство су ово подржале, али двотрећинска већина Генералне скупштине УН није.

### Јапан
Јапан је други највећи доприносилац редовном буџету ОУН-а. Уплате Јапана чак надмашују уплате Уједињеног Краљевства, Француске, Кине и Русије.
Нестрпљивост Јапана да постане стални члан Савета безбедности суочава се са јаким противљењем многих источноазијских земаља, нарочито НР Кине, Јужне Кореје и Северне Кореје. Монголија је, подржала јапанску кандидатуру. Одржавани су бројни протести на копненом делу Кине и у Јужној Кореји после одобрења јапанске владе да се штампају школски уџбеници у којима се умањују јапански злочини пре и за време Другог светског рата.
Неки Јапанци сматрају да ове земље, нарочито Кина, мотивишу други проблеми као што је неслагање око поделе територија. Крајем априла 2005, избили су масовни антијапански протести широм Кине. Разлози за протест су различити, укључујући јапанску ревизионистичку читанку из историје коју је подржала влада, посета премијера Коизумија Јасукуни светилишту у коме се налазе 14 ратних злочинаца, и територијалне размирице око острва које захтевају и Кина и Тајван. иако протесте није званично санкционисала НР Кина, неки аналитичари сматрају да је влада НР Кине дозволила протесте како би пољуљала јапанску кандидатуру за Савет безбедности. Други сматрају да кинеска влада није хтела да се бес демонстраната усмери на њих, јер би спречавање ових демонстрација било сматрано као подршка Јапану. Међутим, влада НР Кине је забранила даље протесте када је постала забринута да би такве демонстрације могла да се посвете и домаћим проблемима.
Неке азијске нације су изразиле јаку подршку јапанској кандидатури, међу њима Камбоџа, Индија, Индонезија, Малезија, Сингапур, Филипини, и Вијетнам - све већи примаоци јапанске економске помоћи или страних инвестиција. Друге земље као што је Аустралија, Бразил, Француска, Немачка, и Уједињено Краљевство су такође подржале јапанску кандидатуру.
Иако САД снажно подржавају јапанску кандидатуру за чланство у Савету безбедности, и даље одбијају Г4+један понуду за чланство у целини, која је Јапану потребна да би задржала велику подршку. Док је Русија заинтересована да створи противтежу Кини, такође је свесна јаких веза Јапана са САД.

### Немачка
Немачка је трећи највећи доприносилац редовном буџету УН.
Средином 1993. године САД су преко саопштења покушале да подрже проширење СБ са Немачком и Јапаном, а представници Јапана у јулу 1993. предлагали су да нове сталне чланице СБ немају право вета, али канцелар Хелмут Кол говорио је да Немачка жели да постане стална чланица СБ са правом вета.
Француска је изричито захтевала стално место у Савету безбедности за Немачку: „немачко ангажовање, њен положај велике силе, њен међународни утицај — Француска би волела да јој се ода признање сталним местом у Савету безбедности“, рекао је француски председник Жак Ширак на говору у Берлину 2000. године. Бивши немачки канцелар, Герхард Шредер је такође означио Русију, међу осталим земљама, као земљу која подржава немачку кандидатуру. Италија и Холандија са друге стране, предлажу заједничко место ЕУ у Савету уместо да Немачка постане трећа европска чланица поред Француске и Уједињеног Краљевства. Бивши немачки министар спољних послова Јошка Фишер, изјавио је да би Немачка прихватила и заједничко европско чланство, али све док постоје мале назнаке да би се Француска и УК одрекле својих места, Немачка, много већа земља, би такође требало да добије стално чланство. Постојали су и предлози да би ЕУ требало да „дели“ постојећа два места која већ има, без стицања трећег - предложено је да би Француска требало да дели своје место са Немачком у складу са франко-немачком интеграционистичком традицијом, а да би УК требало да представља мање интеграционистичке ставове ЕУ. Стога је немачка кампања за сталним чланством интензивирана током 2004. Бивши канцелар Герхард Шредер јасно је назначио своје ставове у августу 2004: „Немачка има право на стално чланство“. Њену кандидатуру су подржали Јапан, Индија, Бразил, Француска, Уједињено Краљевство и Русија, између осталих. Тренутни немачки канцелар, Ангела Меркел се још није изјаснила по овом питању.

### Индија
Индија, једна од нуклеарних сила, представља отприлике шестину светске популације и једну од највећих држава. Такође представља и четврту светску економију у смислу једнакости увоза и извоза и трећа је на свету по броју оружаних снага. Индија је један од највећих доприносиоца оружаним снагама УН за мировне мисије. Њену кандидатуру су недвосмислено подржале сталне чланице, Француска, Уједињено Краљевство и Русија.
Г. Шаши Тарур, Генерални подсекретар Уједињених нација за односе са јавношћу у својој књизи „Нехру - Настанак Индије“, пише да је Џавахарлал Нехру „одбио понуду САД“ да Индија „заузме стално место у Савету безбедности Уједињених нација“ око 1953. Нехру је одбио ту понуду отприлике у исто време када је „са подсмехом“ одбио подршку Џон Форестера Дулиса за индијску Монро доктрину. Нехру је предложио уместо тога да се место у Савету безбедности које је држао Тајван понуди Пекингу.
Иако је у почетку постојало противљење Народне Републике Кине због геополитичких разлога (Кина је била савезник са Пакистаном, старим Индијским супарником, а такође је размишљала о вођењу рата са Индијом током 1962), у скорије време кинеска став према индијској кандидатури се променио од негативног преко неутралног до позитивног. Дана 11. априла 2005. године, Кина је објавила да ће подржати индијску кандидатуру за сталним чланством, али без вета. Право вета, међутим, је најзначајнија карактеристика сталне чланице и у очима Г4 нација, забрана давања права вета је само начин да 5 тренутних сталних чланица задржи своју надмоћност. Иако САД званично не подржава индијску кандидатуру - из више разлога, неке од њих остају крајње нејасни - незванично жели да ради са Индијом и да је подржи (али без вето права). Узимајући у обзир њену огромну популацију и растућу економију и политички систем, Индија представља јаког такмичара за стално место. Други фактор који подупире индијску кандидатуру је чињеница да је она једна од оснивача Савета безбедности као и да је учествовала у више наврата у њеним активностима, укључујући операције УН-а у ДР Конго, Кипру, Камбоџи, Јемену, Сомалији, Руанди и Намибији, између осталих.
Чак до дана данашњег, говор који је Кришна Менон, индијски представник у СБ ОУН, одржао је најдужи икада представљен у Савету безбедности. дана 23. јануара 1957. године, одржао је говор без преседана од 8 часова бранећи индијска права на Кашмир.

### Бразил
За кандидатуру Бразила за стално чланство у Савету безбедности има неколико јаких разлога:
- Бразил је слао трупе у борби против Сила Осовине током Другог светског рата и требало је да добије стално место у Савету безбедности при оснивању Уједињених нација.
- Сваки континент би добио по 2 стална члана (иако би Америка добила само једног а Европа и Азија по 2).
- Бразил је највећа земља у Јужној Америци по броју становника, економији и површини.
- САД подржавају кандидатуру Бразила, али без права вета. Бразил је добио подршку и других земаља као што је Русија.
- Члан је алијансе Г4 нације (коју чине још Немачка, Индија и Јапан). Свака Г4 земља подржава кандидатуру остале три за сталним чланством.
- Има традицију учешћа у мировним мисијама УН.
- Бразил представља значајног политичког лидера међу земљама у развоју, нарочито у преговорима у Светској трговинској организацији.

### Исламско чланство
Од распада Османског царства доминантни Блиски исток је био подручје сталних конфликата, и ти сукоби су били тема многих дебата и резолуција Савета безбедности. Зато је увођење сталног Исламског члана у СБ веома осетљиво питање, нарочито ако би му се дало право вета.
Немуслиманске земље и ондашњи коментатори, углавном из Сједињених Држава, забринути су да би Исламски члан са правом вета могао ограничити способност УН да делује присилно на Блиском истоку или у границама Исламског света (нпр. Кашмир и Чеченија), предочавајући неспособност УН у тим регионима. Недостатак демократије у блискоисточним државама је други разлог ког користе западни коментатори.

### Африка
Ниједна земља из Африке нема стално место у Савету безбедности па је ово један од већих разлога за покретање реформи. Постоји неколико значајних разлога зашто Африка има добре шансе за стицање сталног члана у Савету безбедности:
- Африка је други по величини и други по насељености континент, одмах иза Азије.
- Африка има више чланова у Уједињеним нацијама него било који други континент.
- Африка није претња међународном миру и безбедности.
- Тренутно има подршку већег дела Јужне Америке и Индије (Алијанса Југ-Југ) и Јапана од Г4 нација.

Јужна Африка и Нигерија су главни кандидати за чланство.

## У популарној култури
Преводилац је филм из 2005. године чија радња говори о измишљеном Афричком државнику, по свему судећи заснована на зимбабвеанском председнику Роберту Мугабеу, који настоји да избегне оптужницу од стране Савета безбедности Уједињених нација за суђење пред Међународним кривичним судом (МКС) под оптужбом за злочине против човечности. Аустралија, Нови Зеланд и међународне организације за људска права су подржале позив за подизање оптужнице против Мугабеа. Пошто Зимбабве није потписница статута МКС, за суђење је потребно или оптужба од стране Савета безбедности, или да Зимбабве прихвати надлежност Међународног кривичног суда.